# Myiarchus apicalis
Myiarchus apicalis là một loài chim trong họ Tyrannidae.